# Luke Sellars
Pour les articles homonymes, voir Sellars.
Luke Sellars (né le 21 mai 1981 à Toronto, dans la province de l'Ontario au Canada) est un joueur professionnel retraité de hockey sur glace évoluant à la position de défenseur.

## Carrière
Réclamé par les Thrashers d'Atlanta au deuxième tour du repêchage de 1999 de la Ligue nationale de hockey alors qu'il complète sa première saison dans la Ligue de hockey de l'Ontario avec les 67 d'Ottawa. Sellars retourne avec ces derniers pour deux autres saisons et se veut être un des piliers à la défensive de l'équipe lorsque ceux-ci mettent la main sur le championnat de la ligue en 2001.
Devenant professionnel la saison suivante, il débute avec le club affilié aux Thrashers dans l'ECHL, le Grrrowl de Greenville puis progresse dans la Ligue américaine de hockey avec les Wolves de Chicago où il est appelé à rejoindre les Thrashers pour une rencontre.
Évoluant principalement avec les Wolves au cours des deux saisons suivantes, le défenseur subi au cours de la saison 2003-2004 une sévère blessure à un genou qui le force à l'inactivité pour plus d'un an. Il ne revient au jeu que pour la saison 2005-06 où il dispute treize rencontres avec les Trashers de Danbury de la United Hockey League.
Agent libre à l'été 2006 il rejoint pour une saison le Rødovre Mighty Bulls de la AL-Bank ligaen au Danemark. Puis, il accepte une offre la saison suivante pour rejoindre le Innsbruck EV de la ÖEL en Autriche avec qui il dispute dix parties.
Il quitte par la suite pour la Slovaquie, rejoignant le MHC Martin de la Extraliga avec qui il ne reste que pour deux rencontres avant de s'aligner pour les Iserlohn Roosters de la DEL en Allemagne.
S'alignant avec le Jokipojat Joensuu de la Mesti en Finlande pour la saison 2008-2009, il revient en Amérique du Nord la saison suivante et rejoint les Brahmas du Texas de la Ligue centrale de hockey. Au terme de cette saison, il se retire de la compétition.

### Statistiques en club
| Saison     | Équipe                | Ligue          |    | Saison régulière | Saison régulière | Saison régulière | Saison régulière | Saison régulière |   | Séries éliminatoires | Séries éliminatoires | Séries éliminatoires | Séries éliminatoires | Séries éliminatoires |
| Saison     | Équipe                | Ligue          | PJ | B                | A                | Pts              | Pun              | PJ               | B | A                    | Pts                  | Pun                  |                      |                      |
| 1998-1999  | 67 d'Ottawa           | LHO            | 56 | 4                | 19               | 23               | 87               | 9                | 1 | 2                    | 3                    | 7                    |                      |                      |
| 1999       | 67 d'Ottawa           | Coupe Memorial |    |                  |                  |                  |                  | 4                | 1 | 0                    | 1                    | 6                    |                      |                      |
| 1999-2000  | 67 d'Ottawa           | LHO            | 56 | 8                | 34               | 42               | 147              | 11               | 4 | 6                    | 10                   | 28                   |                      |                      |
| 2000-2001  | 67 d'Ottawa           | LHO            | 59 | 9                | 21               | 30               | 136              | 18               | 4 | 10                   | 14                   | 47                   |                      |                      |
| 2001-2002  | Thrashers d'Atlanta   | LNH            | 1  | 0                | 0                | 0                | 2                |                  |   |                      |                      |                      |                      |                      |
| 2001-2002  | Wolves de Chicago     | LAH            | 31 | 2                | 4                | 6                | 87               |                  |   |                      |                      |                      |                      |                      |
| 2001-2002  | Grrrowl de Greenville | ECHL           | 21 | 2                | 6                | 8                | 61               | 17               | 7 | 6                    | 13                   | 44                   |                      |                      |
| 2002-2003  | Wolves de Chicago     | LAH            | 42 | 4                | 11               | 15               | 117              |                  |   |                      |                      |                      |                      |                      |
| 2002-2003  | Grrrowl de Greenville | ECHL           | 4  | 2                | 2                | 4                | 6                |                  |   |                      |                      |                      |                      |                      |
| 2003-2004  | Wolves de Chicago     | LAH            | 32 | 2                | 6                | 8                | 72               |                  |   |                      |                      |                      |                      |                      |
|            |                       |                |    |                  |                  |                  |                  |                  |   |                      |                      |                      |                      |                      |
| 2005-06    | Trashers de Danbury   | UHL            | 13 | 1                | 4                | 5                | 64               |                  |   |                      |                      |                      |                      |                      |
| 2006-07    | Rødovre Mighty Bulls  | AL-Bank ligaen | 25 | 8                | 15               | 23               | 246              | 4                | 0 | 0                    | 0                    | 6                    |                      |                      |
| 2007-2008  | MHC Martin            | Extraliga      | 2  | 0                | 0                | 0                | 36               |                  |   |                      |                      |                      |                      |                      |
| 2007-2008  | Iserlohn Roosters     | DEL            | 5  | 1                | 2                | 3                | 8                |                  |   |                      |                      |                      |                      |                      |
| 2007-2008  | Innsbruck EV          | ÖEL            | 7  | 3                | 5                | 8                | 22               | 3                | 0 | 1                    | 1                    | 4                    |                      |                      |
| 2008-2009  | Jokipojat Joensuu     | Mestis         | 33 | 1                | 14               | 15               | 97               |                  |   |                      |                      |                      |                      |                      |
| 2009-10    | Brahmas du Texas      | LCH            | 47 | 4                | 8                | 12               | 154              | 5                | 0 | 1                    | 1                    | 6                    |                      |                      |
| Totaux LNH | Totaux LNH            | Totaux LNH     | 1  | 0                | 0                | 0                | 2                |                  |   |                      |                      |                      |                      |                      |

## Honneurs et trophées
- Ligue de hockey de l'Ontario
  - Nommé dans l'équipe d'étoiles des recrues en 1999.
- Ligue canadienne de hockey
  - Nommé dans l'équipe d'étoiles des recrues en 1999.

## Transactions en carrière
- Repêchage 1999 : réclamé par les Thrashers d'Atlanta (2e choix de l'équipe, 30e au total).
- 2 février 2004 : rate la majorité de la saison 2003-2004 en raison d'une blessure à un genou survenu lors d'une rencontre contre le Rampage de San Antonio.
- 21 août 2007 : signe à titre d'agent libre avec les Iserlohn Roosters de la DEL en Allemagne.